# Баяты-Шираз
«Баяты-Шираз», или «Баяти-шираз» (азерб. Bayatı-Şiraz) — мугам (многочастное вокально-инструментальное произведение) и один из семи основных ладов в азербайджанской музыке. Название связано с названием города Шираз в Иране. Является одним из самых распространённых форм мугама.
Характер мугама «Баяты-Шираз» определён азербайджанским композитором Узеиром Гаджибековым словом «грусть».

## Структура мугама
У мугама «Баяты-Шираз» существуют разделы и отделы: «Маейи-Баяты-Шираз», «Нишиби-Фераз», «Баяты-Исфаган», «Хаверан», «Хюззал». Самыми масштабными из них являются «Маейи-Баяты-Шираз» и «Баяты-Исфаган».
Основными частями (шобе) Баяты-Шираза являются Бердашт, Майе, Нишиби-фераз, Шур-Шахназ, Баяты-Исфахан, Хаваран, Уззал. По характеру представляет собой лирический мугам; исполняется в левой тональности Баяты-Шираза. Известен на Востоке как «аруси мугам» («невеста мугамов»). Немало азербайджанских народных песен и танцевальных мелодий основано на Баяты-Ширазе.
Структура «Баяти-Шираз» — это два тетраксхора 1-1-1 / 2 тонны. Частота звука состоит из девяти ступеней[прояснить] и представляет собой ноту «до». Как отметил исполнитель Б. Мансуров, дястгах «Баяты-Шираз» ранее был известен под названием «Баяты-Исфаган». К примеру, в музыкальной программе, составленной в 1925 году Узеиром Гаджибековым, «Баяты-Шираз» упоминается как «Баяты-Исфаган».

## История
«Баяти-Шираз» стал популярным начиная с конца XIX века.
Композитором Сеидом Рустамовым выполнена запись и обработка мугама. В 1952 году Сулейман Алескеров написал симфонический мугам «Баяты-Шираз», а в 1971 году Фикрет Амиров создал другой симфонический мугам — «Гюлюстан-Баяты Шираз». Существует хореографический мугам «Баяты-шираз» Назима Аливердибекова.
Назим Аливердибеков сочинил мугам «Баяты-Шираз» для хора а саpеllа. Это стало первым сочинением в жанре хорового мугама в истории музыки. Композиция построена на 3-х узловых шобе (разделах) данного мугама — «Майе-Баяты Шираз», «Баяты-Исфаган» и «Зиль-БаятыШираз».
На основе Баяты-Шираз советский и российский кинокомпозитор Эдуард Артемьев написал музыкальное произведение «Медитация» для фильма Андрея Тарковского Сталкер (1979).
Мугам «Баяты-Шираз» был отмечен С. Есениным в известном поэтическом цикле «Персидские мотивы». А. Бакиханов назвал мугам «Баяты-Шираз» меланхолической музыкой в связи с тем, что мугам содержит лирический контент.
Также мелодия из этого мугама звучит при въезде на станцию метро «20 Января» в Баку.
Исполнение мугама наблюдается в Узбекистане, Бразилии, Великобритании.

## Исполнители
- Саттар
- Агабала Ага Сеид оглы
- Джаббар Гарягды оглы
- Дадаш Мурадханов (1858—1930),
- Абульхасан хан Азер Игбал-Солтани
- Гасым Абдуллаев (Забул Гасым)
- Мирза Гюлляр
- Ислам Абдуллаев
- Сеид Шушинский
- Муса Шушинский
- Зульфи Адыгёзялов
- Гусейнага Гаджыбабаев
- Хан Шушинский
- Аловсат Садыгов (1906—1971)
- Муталлим Муталлимов
- Явер Келентерли
- Сара Гядимова
- Ягуб Мамедов
- Алибаба Мамедов
- Нариман Алиев
- Эйнулла Асадов
- Муршид Мамедов
- Агабаба Новрузов
- Гарахан Бехбудов
- Рамиз Гаджиев
- Ариф Бабаев
- Рясмия Садыгова (1939)
- Джанали Акперов
- Вахид Абдуллаев
- Агахан Абдуллаев
- Сахавет Мамедов
- Махаббат Казымов
- Ниса Гасымова (1954)
- Сахиба Ахмедова (Аббасова)
- Алим Гасымов
- Мансум Ибрагимов
- Захид Гулиев
- Мелекханым Эюбова (1962)
- Забит Набизаде
- Магеррам Гасанов
- Алмаз Оруджова
- Гюлистан Алиева
- Нурия Гусейнова
- Гюльяз Мамедова
- Назакет Теймурова
- Сабухи Ибаев[8]